# Bitva u Anchiala (763)
Bitva u Anchiala byla srážka byzantských a bulharských vojsk poblíž dnešního města Pomorje, jež se odehrála 30. července 763 a vyústila v rozhodné byzantské vítězství.

## Pozadí
Roku 755 vypověděl byzantský císař Konstantin V. Kopronymos dříve dohodnuté placení tributu bulharské říši, čímž vyprovokoval válku mezi Byzancí a Bulhary. Díky byzantskému vítězství v bitvě u Markelli získal císař zpět od bulharského chána Vinecha z rodu Ukil některá ztracená území, to mu ale nestačilo. O čtyři roky později podnikl nové tažení, během něj však byl v bitvě ve Veregavském průsmyku poražen. Vinech v nastalé situaci nedokázal využít příležitosti a namísto toho navrhl Byzantincům mír. To mu vysloužilo nepřátelství skupiny bulharských bojarů, kteří jej svrhli a provolali novým vládcem Telece z klanu Ugain, jenž se záhy vydal na tažení proti Byzanci.

## Průběh tažení a bitvy
Zatímco Telecovo vojsko plenilo Thrákii, Konstantin V. připravil odvetný úder a na přelomu června a července zaútočil na Bulhary poblíž Anchiala (Pomorje). Po bitvě trvající celý den bylo bulharské vojsko poraženo a bulharští zajatci odvedeni do byzantského hlavního města Konstantinopole a pobiti.

## Následky bulharské porážky
Porážka vyvolala v Bulharsku nový vnitropolitický konflikt, jenž stál Telece život. Novým bulharským chánem byl prohlášen Sabin z původní dynastie Ukil, jež se tak opět dostala k moci.
| „                                | Bulhaři, kteří se vzbouřili, zabili Telece spolu s jeho vojvody, a provolali [chánem] Sabina, Kormisošova zetě | “ |
| — Theofanés, byzantský letopisec | |   |